# Helena Faucit
Helena Saville Faucit, Lady Martin, (11 octobre 1817 - 31 octobre 1898), connue sous le nom de Helen Faucit, est une actrice britannique.
Elle est la partenaire de William Charles Macready, ainsi que de Charles Kemble, dans de nombreuses pièces de Shakespeare, telles que Beaucoup de bruit pour rien (où elle tient le rôle de Beatrice).

## Premières années
Née à Londres, Helena Saville Faucit est la fille des acteurs John Saville Faucit et Harriet Elizabeth Savill. Alors qu'elle est encore une fillette, ses parents se séparent, et sa mère part vivre avec William Farren en 1825. Avec sa sœur aînée, Harriet, elle est formée pour la scène par son oncle par alliance, Percy Farren. Elle fait ses débuts en 1833 dans le rôle de Juliet dans un petit théâtre de Richmond, non loin de Londres. Son interprétation est louée par les critiques de The Athenaeum.

## Carrière

### Début
La première apparition de Helena Faucit en tant qu'actrice professionnelle a lieu le 5 janvier 1836 à Covent Garden, dans le rôle de Julia, de la pièce The Hunchback de James Sheridan Knowles. Ce début est un succès qui fait aussitôt d'elle l'une des actrices les plus en vogue de Londres, contribuant ainsi à combler le vide laissé par la retraite de Fanny Kemble en 1834. Son succès dans The Hunchback est suivi par des interprétations du rôle de Belvidera de la Venice Preserv'd de Thomas Otway et de celui de Margaret dans The Separation de Joanna Baillie. Bien que son interprétation de Belvidera ait été froidement reçue par la critique, elle demeure l'une des favorites des spectateurs ; dès cette première saison, elle signe un contrat de trois ans avec le Covent Garden.

### Avec Macready

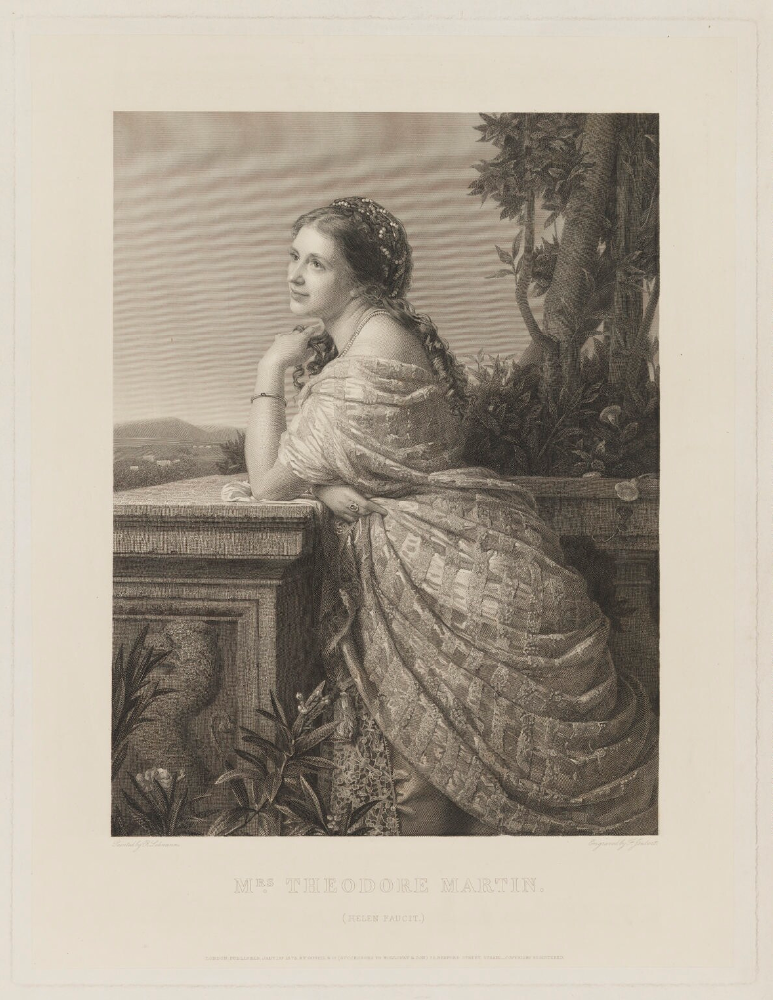
Gravure de Ferdinand Joubert

William Charles Macready rejoint la compagnie de Covent Garden au milieu de 1836. L'année suivante, Helena Faucit joue de nombreux rôles shakespeariens, parmi lesquels Juliet, Imogen (Cymbeline), Hermione (The Winter's Tale), Beatrice (Much Ado About Nothing), et Cordelia (Le Roi Lear), aux côtés de Macready et de Charles Kemble, qui devait bientôt prendre sa retraite. Durant ces trois années à Covent Garden, ses rôles non-shakespeariens comprennent les rôles féminins principaux des pièces d'Edward Bulwer-Lytton Duchess de la Vallikre, Lady of Lyons, Richelieu, The Sea Captain, Money, ainsi que dans la pièce Strafford de Robert Browning et dans le Woman's Wit de Knowles. 
En 1840, Helena Faucit suit Macready au Haymarket Theatre ; en décembre de cette année cependant, elle souffre d'un attaque d'un problème pulmonaire récurrent. Alors qu'elle est en convalescence sur la côte, des rumeurs circulent selon lesquelles elle serait enceinte de l'enfant de Macready ; ses médecins publient des diagnostics qui font taire ces rumeurs. Elle retourne au Haymarket l'année suivante, où elle joue dans Nina Sforza de Zouch Troughton et dans Money d'Edward Bulwer-Lytton.  
Après une visite à Paris et une courte saison au Haymarket, elle rejoint la compagnie du théâtre de Drury Lane dirigée par Macready, au début de 1842. Elle y joue Lady Macbeth, Constance dans King John, Desdémone dans Othello ainsi qu'Imogen, et participe à la première production du Patrician's Daughter (1842) de John Westland Marston, ainsi qu'au Blot on the Scutcheon (1843) de Robert Browning.
Sa Lady Macbeth de la saison de 1843 est cependant un échec ; Macready trouve que sa conception manque de « cœur », et elle est physiquement incapable d'atteindre à la présence dominatrice de Sarah Siddons, comme Macready le souhaitait. Elle est de plus supplantée pour le rôle de Rosalind par Louisa Cranstoun Nisbett (en) ; ce rôle devient plus tard l'un de ses rôles shakespeariens les plus connus. Cependant, Macready la considérait comme la meilleure actrice anglaise de l'époque, « au delà de toute comparaison » (« beyond all compare »).